# Prêmio Teen Choice de melhor filme de ficção científica ou fantasia
O Prémio Teen Choice de Melhor Filme – Ficção científica/Fantasia (em inglês: Teen Choice Award for Choice Movie – Sci-Fi/Fantasy), é um dos prêmios apresentados anualmente pela FOX. Formalmente premiado como duas categorias distintas em 2010: Melhor Filme – Ficção científica e Melhor Filme – Fantasia. O que se segue é uma lista de filmes vencedores e nomeados ao Teen Choice Awards para tais categorias.
- Os vencedores estão em negrito

## Vencedores e nomeados

### 2010
| Ano  | Vencedor                                      | Nomeados | Ref.                             |
| ---- | --------------------------------------------- | --- | -------------------------------- |
| 2010 | Melhor Filme – Ficção científica              | Melhor Filme – Ficção científica | Melhor Filme – Ficção científica |
| 2010 | Avatar                                        | - 2012 - District 9 - Iron Man 2 - The Time Traveler's Wife                                                                                               | [ 1 ]                            |
| 2010 | Melhor Filme – Fantasia                       | |                                  |
| 2010 | The Twilight Saga: New Moon                   | - Alice in Wonderland - Clash of the Titans - Harry Potter and the Half-Blood Prince - Prince of Persia: The Sands of Time                                | [ 1 ]                            |
| 2011 | Harry Potter and the Deathly Hallows – Part 1 | - Pirates of the Caribbean: On Stranger Tides - Super 8 - The Twilight Saga: Eclipse - X-Men: First Class                                                 | [ 2 ]                            |
| 2012 | The Hunger Games                              | - The Avengers - Mirror Mirror - The Twilight Saga: Breaking Dawn – Part 1 - Wrath of the Titans                                                          | [ 3 ]                            |
| 2013 | The Twilight Saga: Breaking Dawn – Part 2     | - Beautiful Creatures - Iron Man 3 - Oblivion - Oz the Great and Powerful                                                                                 | [ 4 ]                            |
| 2014 | The Hunger Games: Catching Fire               | - The Amazing Spider-Man 2 - Captain America: The Winter Soldier - Thor: The Dark World - X-Men: Days of Future Past                                      | [ 5 ]                            |
| 2015 | The Hunger Games: Mockingjay – Part 1         | - Avengers: Age of Ultron - Cinderella - The Hobbit: The Battle of the Five Armies - Mad Max: Fury Road - Tomorrowland                                    | [ 6 ]                            |
| 2016 | Captain America: Civil War                    | - Batman v Superman: Dawn of Justice - Fantastic Four - The Hunger Games: Mockingjay – Part 2 - The Huntsman: Winter's War - Star Wars: The Force Awakens | [ 7 ] [ 8 ]                      |
| 2017 | Melhor Filme – Ficção científica              | Melhor Filme – Ficção científica | Melhor Filme – Ficção científica |
| 2017 | Guardians of the Galaxy Vol. 2                | - Arrival - Kong: Skull Island - Power Rangers - Rogue One: A Star Wars Story - The Space Between Us                                                      | [ 9 ]                            |
| 2017 | Melhor Filme – Fantasia                       | |                                  |
| 2017 | Beauty and the Beast                          | - Doctor Strange - Fantastic Beasts and Where to Find Them - Miss Peregrine's Home for Peculiar Children - Moana                                          | [ 9 ]                            |
| 2018 | Melhor Filme – Ficção científica              | Melhor Filme – Ficção científica | Melhor Filme – Ficção científica |
| 2018 | Black Panther                                 | - Blade Runner 2049 - Rampage - Ready Player One - Thor: Ragnarok                                                                                         | [ 10 ]                           |
| 2018 | Melhor Filme – Fantasia                       | |                                  |
| 2018 | Coco                                          | - Peter Rabbit - Star Wars: The Last Jedi - A Wrinkle in Time                                                                                             | [ 10 ]                           |
| 2019 | Aladdin                                       | - Aquaman - Dark Phoenix - Fantastic Beasts: The Crimes of Grindelwald - Mary Poppins Returns - Shazam!                                                   | [ 11 ]                           |